# Mathias Blomdahl
Mathias Robert Johannes Blomdahl, född 24 mars 1973 i Oskarshamns församling i Kalmar län, är en svensk kompositör, textförfattare, musikproducent, sångare och musiker (gitarr). 
Blomdahl har sedan 2001 arbetat som professionell musiker bakom många av Sveriges största artister på turné i Sverige och Europa och i studio. År 2011 producerade han  bland annat musiken som följer med Rikard Wolffs självbiografiska bok Rikitikitavi och medverkat på en Europaturné med Lisa Ekdahl.[källa behövs]
Han bor numera (2017) på Södermalm i Stockholm tillsammans med Lisa Ekdahl och deras dotter född 2012.